# フットワーク・FA13
フットワーク・FA13 (Footwork FA13) は、フットワークが1992年のF1世界選手権参戦用に開発し投入したフォーミュラ1カー。デザイナーはアラン・ジェンキンス。ミケーレ・アルボレートと鈴木亜久里がドライブした。

## FA13

### 特徴
シャーシはフロントのデザインを一新し、ジョーダン・191風のトーショナルウィングが湾曲したハイノーズに変更した。9月からはこちらもジョーダンが先鞭を付けた前後押し引き式のシーケンシャル・マニュアルシフトを導入した。
前年までポルシェエンジン、フォードエンジンを使用したチームは、今年度から無限ホンダのV10エンジンを使用することとなった。これは1989年から1991年までマクラーレン、ティレルが使用していたホンダエンジンを無限が引き継いだものであった。エンジンの信頼性は前年のポルシェV12とは比較にならないくらい高まり、戦闘力も向上した。ただし無限V10エンジンは基本設計の古さから重量が145kgと重く、バラストによる重量バランス調整ができない点が弱点だった。
空力特性は良くなかったようで、亜久里によれば「中高速コーナーはめちゃくちゃオーバーステアなのに、低速コーナーはアンダーステア」「ブレーキング時にリアのダウンフォースが抜ける」「フロントウィングのフラップを15ノッチ変えても特性が変わらない」「（フロントウィングの）角度を上げすぎると空力がストールする」と散々な出来だった。ただ亜久里は「アルボレートみたいに、フロントを軸にして走るドライバーなら乗れた」とも語っており、ドライビングスタイルとマシンの相性の問題だったともいえる。
アルボレートは16戦中14戦を完走、6ポイントを獲得した。亜久里は前年度のドライバーであるアレックス・カフィに合わせたと言うシートモノコックを元にした車体での走行を強いられ、予選落ちが2度、リタイアが5度とアルボレートに比べると信頼性に欠ける結果であった。チームの総獲得ポイントは6、コンストラクターズランキング7位でシーズンを終えた。

### スペック

#### シャーシ
- 型名 FA13
- ホイルベース 2,946 mm
- 前トレッド 1,816 mm
- 後トレッド 1,676 mm
- 重量 505 kg
- 燃料タンク容量 200 L
- サスペンション ダブルウィッシュボーン、プッシュロッド、シングルスプリング
- ダンパー クアンタム
- ギアボックス フットワーク / Xtrac製6速横置き
- ブレーキ ブレンボ
- クラッチ APレーシング
- タイヤ グッドイヤー

#### エンジン
- 型名 無限ホンダ MF-351H
- 気筒数・角度 V型10気筒・72度
- 排気量 3,493 cc
- 最大出力 700馬力以上
- スパークプラグ NGK
- インジェクション ホンダPGM-F1
- イグニッション ホンダPGM-IG
- 燃料・潤滑油 BP

## FA13B
1993年は序盤2戦に改良型のFA13Bが投入された。リアウィングの最大高を下げる規制に対して、翼端板を前方へ延長し、規制範囲外の位置にサブウィング（メゾネットウィング）を取り付けた。この手法は後に他チームも追随し、1993年のトレンドとなった。
鈴木と新加入のデレック・ワーウィックがドライブしたが、予選ではスクーデリア・イタリアに次ぐブービー賞をティレル・020Cと競う苦しい性能で、初戦の南アフリカでは終盤にワーウィックが入賞の一歩手前まで健闘するも最終ラップでスピン(7位完走扱い)、第2戦ブラジルではワーウィックが9位、鈴木がリタイアとなっている。

## F1における全成績
(key) （太字はポールポジション）
| 年     | チーム                                       | エンジン                     | タイヤ | No. | ドライバー             | 1   | 2   | 3   | 4   | 5   | 6   | 7   | 8   | 9   | 10  | 11  | 12  | 13  | 14  | 15  | 16  | ポイント | 順位 |
| ------ | -------------------------------------------- | ---------------------------- | ------ | --- | ---------------------- | --- | --- | --- | --- | --- | --- | --- | --- | --- | --- | --- | --- | --- | --- | --- | --- | -------- | ---- |
| 1992年 | フットワーク グランプリ・ インターナショナル | 無限ホンダ MF-351H V10, 3.5  | G      |     |                        | RSA | MEX | BRA | ESP | SMR | MON | CAN | FRA | GBR | GER | HUN | BEL | ITA | POR | JPN | AUS | 6        | 7位  |
| 1992年 | フットワーク グランプリ・ インターナショナル | 無限ホンダ MF-351H V10, 3.5  | G      | 9   | ミケーレ・アルボレート | 10  | 13  | 6   | 5   | 5   | 7   | 7   | 7   | 7   | 9   | 7   | Ret | 7   | 6   | 15  | Ret | 6        | 7位  |
| 1992年 | フットワーク グランプリ・ インターナショナル | 無限ホンダ MF-351H V10, 3.5  | G      | 10  | 鈴木亜久里             | 8   | DNQ | Ret | 7   | 10  | 11  | DNQ | Ret | 12  | Ret | Ret | 9   | Ret | 10  | 8   | 8   | 6        | 7位  |
| 1993年 | フットワーク 無限ホンダ                      | 無限ホンダ MF-351HB V10, 3.5 | G      |     |                        | RSA | BRA | EUR | SMR | ESP | MON | CAN | FRA | GBR | GER | HUN | BEL | ITA | POR | JPN | AUS | 4        | 9位  |
| 1993年 | フットワーク 無限ホンダ                      | 無限ホンダ MF-351HB V10, 3.5 | G      | 9   | デレック・ワーウィック | 7   | 9   |     |     |     |     |     |     |     |     |     |     |     |     |     |     | 4        | 9位  |
| 1993年 | フットワーク 無限ホンダ                      | 無限ホンダ MF-351HB V10, 3.5 | G      | 10  | 鈴木亜久里             | Ret | Ret |     |     |     |     |     |     |     |     |     |     |     |     |     |     | 4        | 9位  |

## 参照
1. 1 2 3  『GP Car Story Special Edition MUGEN-HONDA』（三栄、2021年10月）pp.43 - 51
2. ↑  FA14でのポイントも含む